# Nicolas de Gabaret
Gabriel-Jean Nicolas Gabaret de Saint-Sornin (* 18. August 1641 in Saint-Martin-de-Ré (Frankreich); † 25. Juni 1712 in Saint-Domingue) war ein französischer Kolonialadministrator. Er amtierte als Gouverneur von Grenada in Französisch-Westindien und anschließend über zwanzig Jahre als Gouverneur von Martinique. Er war Stellvertreter des Generalgouverneurs der Französischen Antillen und zweimal auch amtierender kommissarischer Generalgouverneur der Inselgruppe. In seinem letzten Lebensjahr wurde er noch Gouverneur von Saint-Domingue.

## Biographie

### Frühe Jahre
Gabarets Eltern waren Mathurin Gabaret (1602–1671), Lieutenant-général (Vizeadmiral) der französischen Marine, und Marie Baron. Am 10. April 1673 heiratete er Marie-Anne Grassineau des Enfrais des Essarts in La Rochelle. Sie hatten sieben Kinder. Durch seine Heirat wurde er Seigneur von Saint-Sornin im Département Vendée. Ihr Sohn, ebenfalls Gabriel-Jean-Nicolas de Gabaret, erbte das Schloss Saint-Sornin.

### Gouverneur von Grenada
Gabaret wurde 1680 vom König zum Gouverneur von Grenada ernannt. Zu dieser Zeit war er, ebenso wie der Marquis de Maintenon, Anteilseigner der Zuckerraffinerie Mouillage auf Martinique. Bereits 1683 wurden beide in Beschwerden über illegalen Handel auf den Inseln verwickelt. Die gängige Vorgehensweise bestand darin, Zucker in Martinique zu laden, die exportierte Menge beim örtlichen Zoll anzumelden, zum britischen Teil der Insel Saint-Christopher zu segeln und ihn zu verkaufen, ihn dann durch Zucker aus dem französischen Teil der Insel zu ersetzen und dann ohne erneute Zollabwicklung weiter nach Frankreich zu reisen. Der König wusste von dem illegalen Handel, unternahm aber keinerlei Maßnahmen zur Strafverfolgung.

### Gouverneur von Martinique
Im Juli 1689 ernannte der König Charles de Pechpeyrou-Comminges de Guitaut zum Gouverneur der Insel Saint-Christopher und übertrug ihm zugleich die Position des Generalleutnants (französisch: lieutenant general) der Französischen Antillen, die durch den Tod von Claude de Roux de Saint-Laurent frei geworden war. Am 16. Juni 1689 ernannte Ludwig XIV. Gabaret anstelle von Guitaut zum Gouverneur von Martinique. Gabaret installierte die Batterie Saint-Nicolas zum Schutz der Bucht von Saint-Pierre.
1693 schlugen Gabaret und Generalgouverneur Charles de Courbon de Blénac die Briten zurück, als die mit einer Streitmacht von 4.000 Mann eine Invasion der Insel versuchten. Die britische Expedition unter Admiral Francis Wheler umfasste 15 Linienschiffe, drei Brander, 28 Transportschiffe und fast 2.000 Soldaten, zu denen weitere 800 Mann aus Barbados hinzustießen. Gabaret bereitete sich darauf vor Saint-Pierre gegen die Briten zu verteidigen. Doch am 11. April 1693 umgingen sie die Stadt und zogen weiter bis zum unverteidigten Cul-de-Sac Marin im Südosten der Insel. Der Generalkapitän der britischen Leeward Islands, Colonel Codrington, unterstützte den Feldzug ebenso. Seine Truppe traf am 9. April ein, und am 17. April erfolgte eine Landung. Die Briten eroberten ein großes Gebiet ohne nennenswerten Widerstand. Nach anfänglichen Erfolgen bei der Sicherung strategischer Positionen und der Abwehr eines französischen Angriffs erlitt die britische Expedition schwere Verluste durch Krankheit; 1.000 Mann starben, und der britische Angriff verlief im Sande. In der Folge griffen die Briten Saint-Pierre nochmals erfolglos an. Am 20. April fand ein Kriegsrat statt, die Expedition wurde abgebrochen und die Männer evakuiert. Die Briten nahmen 3000 schwarze Sklaven im Wert von 60000 Pfund mit.
Gabaret wurde 1701 zum  Ritter des Ordens von Saint Louis ernannt.

### Kommissarischer Generalgouverneur
Charles de Pechpeyrou-Comminges de Guitaut, der amtierende Vizegouverneur der französischen Antillen, starb am 7. September 1702. Am 17. September 1702 wurde Gabaret zum kommissarischen Vizegouverneur ernannt, bis Charles-François de Machault de Belmont eintraf, der am 4. März 1703 in Martinique empfangen wurde.
Während des Spanischen Erbfolgekriegs traf am 6. März 1703 eine britische Flotte von 45 Schiffen mit 4.000 Soldaten und Milizen an Bord vor Guadeloupe ein, das Gouverneur Charles Auger gegen diesen überlegenen Feind zu verteidigen versuchte. Ende März kam Machault de Bellemont auf Martinique an und beförderte Gabaret zum kommissarischen militärischen Kommandeur der Antillen (lieutenant du roi au gouvernement général) anstelle von Guitaut. Er traf auf den Intendanten Robert, der Verstärkung für Guadeloupe sammelte. Gabaret erreichte Guadeloupe mit den Verstärkungen am 3. April 1703 und übernahm das Kommando über die Verteidigung. Seine Adjutanten waren Bonnaventure-François de Boisfermé, Gouverneur von Marie-Galante, und zwei Leutnants des Königs, Louis Gaston de Cacqueray de Valmenier und Jean Clair Dyel Du Parquet. Gabaret wandte in Guadeloupe die Taktik der verbrannten Erde an: Er zerstörte Ressourcen, bevor er sich vor den Invasoren ins Landesinnere zurückzog, und bedrängte sie dann, während Krankheit, Alkohol und Nahrungsmangel ihre Kräfte schwächten. Gabarets vorsichtiges Vorgehen gab den Briten Zeit, ihrerseits ebenso großen Schaden auf der Insel anzurichten. Die Zerstörung von Eigentum war bei den Plantagenbesitzern höchst unpopulär. Sie zeigte allerdings andererseits Wirkung. Die Briten zogen ihre Truppen am 15. Mai 1703 zurück und segelten drei Tage später ab.
Machault starb am 7. Januar 1709 auf Martinique und Gabaret wurde erneut zum kommissarischen Generalgouverneur ernannt.

### Letzte Jahre
Raymond Balthazar Phélypeaux wurde zum Gouverneur und Generalleutnant der französischen Besitzungen in Westindien ernannt und am 3. Januar 1711 auf Martinique empfangen. Phélypeaux stellte fest, dass Gabaret die Forts und Batterien von Martinique zwei Jahre lang unbesetzt gelassen hatte. Er ließ mit der Wiederherstellung der Verteidigungsanlagen beginnen, und als Gabaret sich seinen Befehlen widersetzte, suspendierte er ihn am 27. April 1711. Gabaret wurde dann noch zum Gouverneur von Saint-Domingue ernannt. Er starb am 25. Juni 1712 auf Saint-Domingue.